# Olavikholmen
Olavikholmen est une île norvégienne du comté de Hordaland appartenant administrativement à Bergen.

## Description
Rocheuse et couverte d'arbres, à fleur d'eau, elle s'étend sur environ 114 m de longueur pour une largeur approximative de 85 m. Elle comporte une habitation.